# Forcipomyia caestuum
Forcipomyia caestuum är en tvåvingeart som beskrevs av Debenham 1987. Forcipomyia caestuum ingår i släktet Forcipomyia och familjen svidknott. Inga underarter finns listade i Catalogue of Life.